# Miastor difficilis
Miastor difficilis är en tvåvingeart som beskrevs av Marshall 1896. Miastor difficilis ingår i släktet Miastor och familjen gallmyggor. Inga underarter finns listade i Catalogue of Life.